# Campeonato Brasileño de Fútbol Serie B 2021
El Campeonato Brasileño de Serie B 2021, oficialmente Brasileirão Serie B Chevrolet 2021 por motivos de patrocinio, fue una competición de fútbol que se desarrolló en Brasil en el marco de la segunda división. El torneo comenzó el 28 de mayo de 2021 y finalizó el 28 de noviembre del mismo año.

## Sistema de juego
Por diecisiete años consecutivos, la Serie B es disputada por 20 clubes en partidos de ida y vuelta por puntos. En cada ronda, los equipos juegan entre sí una vez. Los encuentros de la segunda ronda se llevan a cabo en el mismo orden que en la primera, con la localía invertida. Es declarado campeón aquel equipo que obtiene más puntos después de 38 jornadas. Al final, los cuatro mejores equipos ascienden a la Serie A 2022, al igual que los últimos cuatro descienden a la Serie C 2022 y el campeón entrará directamente en la tercera fase de la Copa de Brasil 2022.

### Criterios de desempate
En caso de que haya dos o más equipos empatados en puntos, los criterios de desempate son:
1. Mayor número de partidos ganados.
2. Mejor diferencia de gol.
3. Mayor número de goles a favor.
4. Resultado del partido jugado entre los equipos.
5. Menor número de tarjetas rojas recibidas.
6. Menor número de tarjetas amarillas recibidas.
7. Sorteo.

## Relevos
| Pos. | Descendidos en la Serie A 2020 |
| ---- | ------------------------------ |
| 17.º | Vasco da Gama                  |
| 18.º | Goiás                          |
| 19.º | Coritiba                       |
| 20.º | Botafogo                       |

| Pos. | Ascendidos de la Serie C 2020 |
| ---- | ----------------------------- |
| 1°   | Vila Nova                     |
| 2°   | Remo                          |
| 3.º  | Londrina                      |
| 4.º  | Brusque                       |

## Datos
| Equipo               | Ciudad         | Estado             | Estadio                             | Capacidad | Posición 2020 |
| -------------------- | -------------- | ------------------ | ----------------------------------- | --------- | ------------- |
| Avaí                 | Florianópolis  | Santa Catarina     | Estadio de la Ressacada             | 18.000    | 9.º Serie B   |
| Botafogo             | Río de Janeiro | Río de Janeiro     | Estadio Olímpico Nilton Santos      | 46.831    | 20.º Serie A  |
| Brasil de Pelotas    | Pelotas        | Río Grande del Sur | Estadio Bento Freitas               | 18.000    | 12.º Serie B  |
| Brusque              | Brusque        | Santa Catarina     | Estadio Augusto Bauer               | 5.000     | 4.º Serie C   |
| Confiança            | Aracaju        | Sergipe            | Estadio Estadual Lourival Baptista  | 15.586    | 15.º Serie B  |
| Coritiba             | Curitiba       | Paraná             | Estadio Major Antônio Couto Pereira | 40.502    | 19.º Serie A  |
| CRB                  | Maceió         | Alagoas            | Estadio Rei Pelé                    | 17.126    | 10.º Serie B  |
| Cruzeiro             | Belo Horizonte | Minas Gerais       | Estadio Mineirão                    | 62.000    | 11.º Serie B  |
| CSA                  | Maceió         | Alagoas            | Estadio Rei Pelé                    | 17.126    | 5.º Serie B   |
| Goiás                | Goiânia        | Goiás              | Estadio Serra Dourada               | 41.000    | 18.º Serie A  |
| Guaraní              | Campinas       | São Paulo          | Estadio Brinco de Ouro da Princesa  | 29.130    | 13.º Serie B  |
| Londrina             | Londrina       | Paraná             | Estadio do Café                     | 30.000    | 3.º Serie C   |
| Náutico              | Recife         | Pernambuco         | Estadio dos Aflitos                 | 22.856    | 16.º Serie B  |
| Operário Ferroviário | Ponta Grossa   | Paraná             | Estadio Germano Kruger              | 8.800     | 8.º Serie B   |
| Ponte Preta          | Campinas       | São Paulo          | Estadio Moisés Lucarelli            | 19.728    | 7.º Serie B   |
| Remo                 | Belém          | Pará               | Estadio Olímpico do Pará            | 40.000    | 2.º Serie C   |
| Sampaio Corrêa       | São Luís       | Maranhão           | Estadio Governador João Castelo     | 40.149    | 6.º Serie B   |
| Vasco da Gama        | Río de Janeiro | Río de Janeiro     | Estadio São Januário                | 21.880    | 17.º Serie A  |
| Vila Nova            | Goiânia        | Goiás              | Estadio Onésio Brasileiro Alvarenga | 11.788    | 1.º Serie C   |
| Vitória              | Salvador       | Bahía              | Estadio Manoel Barradas             | 34.535    | 14.º Serie B  |

### Clubes por estado
| N                  | Estado            | Clubes                                   |
| ------------------ | ----------------- | ---------------------------------------- |
| 3                  | Paraná            | Coritiba, Londrina, Operário Ferroviário |
| 2                  | Alagoas           | CRB, CSA                                 |
| 2                  | Goiás             | Goiás, Vila Nova                         |
| 2                  | Río de Janeiro    | Botafogo, Vasco da Gama                  |
| 2                  | Santa Catarina    | Avaí, Brusque                            |
| 2                  | São Paulo         | Guaraní, Ponte Preta                     |
| 1                  |                   |                                          |
| Bahía              | Vitória           |                                          |
| Maranhão           | Sampaio Corrêa    |                                          |
| Minas Gerais       | Cruzeiro          |                                          |
| Pará               | Remo              |                                          |
| Pernambuco         | Náutico           |                                          |
| Río Grande del Sur | Brasil de Pelotas |                                          |
| Sergipe            | Confiança         |                                          |

### Entrenadores
| Listado de entrenadores | Listado de entrenadores |
| Equipo                  | Entrenador              |
| ----------------------- | ----------------------- |
| Avaí                    | Claudinei Oliveira      |
| Botafogo                | Marcelo Chamusca        |
| Botafogo                | Enderson Moreira        |
| Brasil de Pelotas       | Cláudio Tencati         |
| Brasil de Pelotas       | Cléber Gaúcho           |
| Brusque                 | Jerson Testoni          |
| Brusque                 | Waguinho Dias           |
| Confiança               | Rodrigo Santana         |
| Confiança               | Luizinho Lopes          |
| Coritiba                | Gustavo Morínigo        |
| CRB                     | Allan Aal               |
| Cruzeiro                | Felipe Conceição        |
| Cruzeiro                | Mozart                  |
| Cruzeiro                | Vanderlei Luxemburgo    |
| CSA                     | Bruno Pivetti           |
| CSA                     | Ney Franco              |
| CSA                     | Mozart                  |
| Goiás                   | Pintado                 |
| Goiás                   | Marcelo Cabo            |
| Guaraní                 | Daniel Paulista         |
| Londrina                | Roberto Fonseca         |
| Londrina                | Márcio Fernandes        |
| Náutico                 | Hélio dos Anjos         |
| Náutico                 | Marcelo Chamusca        |
| Operário Ferroviário    | Matheus Costa           |
| Ponte Preta             | Gilson Kleina           |
| Remo                    | Paulo Bonamigo          |
| Remo                    | Felipe Conceição        |
| Sampaio Corrêa          | Felipe Surian           |
| Sampaio Corrêa          | João Brigatti           |
| Vasco da Gama           | Marcelo Cabo            |
| Vasco da Gama           | Lisca                   |
| Vasco da Gama           | Fernando Diniz          |
| Vila Nova               | Wagner Lopes            |
| Vila Nova               | Hemerson Maria          |
| Vitória                 | Rodrigo Chagas          |
| Vitória                 | Ramon Menezes           |
| Vitória                 | Wagner Lopes            |

## Clasificación
| Pos. | Equipo               | Pts. | PJ | G  | E  | P  | GF | GC | Dif. | Ascenso o descenso 2022 |
| ---- | -------------------- | ---- | -- | -- | -- | -- | -- | -- | ---- | ----------------------- |
| 1    | Botafogo (C)         | 70   | 38 | 20 | 10 | 8  | 56 | 31 | +25  | Ascienden a la Serie A  |
| 2    | Goiás                | 65   | 38 | 17 | 14 | 7  | 48 | 31 | +17  | Ascienden a la Serie A  |
| 3    | Coritiba             | 64   | 38 | 18 | 10 | 10 | 49 | 35 | +14  | Ascienden a la Serie A  |
| 4    | Avaí                 | 64   | 38 | 18 | 10 | 10 | 44 | 35 | +9   | Ascienden a la Serie A  |
| 5    | CSA                  | 62   | 38 | 18 | 8  | 12 | 48 | 33 | +15  |                         |
| 6    | Guaraní              | 60   | 38 | 16 | 12 | 10 | 54 | 41 | +13  |                         |
| 7    | CRB                  | 60   | 38 | 16 | 12 | 10 | 47 | 39 | +8   |                         |
| 8    | Náutico              | 53   | 38 | 14 | 11 | 13 | 50 | 50 | 0    |                         |
| 9    | Vila Nova            | 51   | 38 | 12 | 15 | 11 | 35 | 36 | −1   |                         |
| 10   | Vasco da Gama        | 49   | 38 | 13 | 10 | 15 | 43 | 52 | −9   |                         |
| 11   | Ponte Preta          | 49   | 38 | 12 | 13 | 13 | 39 | 40 | −1   |                         |
| 12   | Operário Ferroviário | 48   | 38 | 13 | 9  | 16 | 35 | 46 | −11  |                         |
| 13   | Brusque              | 48   | 38 | 13 | 9  | 16 | 44 | 56 | −12  |                         |
| 14   | Cruzeiro             | 48   | 38 | 10 | 18 | 10 | 42 | 44 | −2   |                         |
| 15   | Sampaio Corrêa       | 47   | 38 | 12 | 11 | 15 | 41 | 42 | −1   |                         |
| 16   | Londrina             | 44   | 38 | 11 | 11 | 16 | 31 | 41 | −10  |                         |
| 17   | Remo                 | 43   | 38 | 11 | 10 | 17 | 31 | 42 | −11  | Descienden a la Serie C |
| 18   | Vitória              | 40   | 38 | 8  | 16 | 14 | 31 | 32 | −1   | Descienden a la Serie C |
| 19   | Confiança            | 37   | 38 | 9  | 10 | 19 | 35 | 48 | −13  | Descienden a la Serie C |
| 20   | Brasil de Pelotas    | 23   | 38 | 4  | 11 | 23 | 23 | 52 | −29  | Descienden a la Serie C |

 Fuente: CBF

## Resultados
- Los horarios corresponden a la hora local de Brasil (UTC-3).

### Primera ronda
| Brasil de Pelotas | 0 - 0 | Londrina                 | Bento Freitas    | 28 de mayo | 16:00 | SporTV   |
| Guarani           | 1 - 1 | Vitória                  | Brinco de Ouro   | 28 de mayo | 19:00 | SporTV   |
| Náutico           | 1 - 0 | CSA                      | Aflitos          | 28 de mayo | 21:30 | SporTV   |
| Vila Nova         | 1 - 1 | Botafogo                 | Onésio Alvarenga | 28 de mayo | 21:30 | Premiere |
| Vasco da Gama     | 0 - 2 | Operário de Ponta Grossa | São Januário     | 29 de mayo | 11:00 | Premiere |
| CRB               | 2 - 2 | Remo                     | Rei Pelé         | 29 de mayo | 16:00 | SporTV   |
| Confiança         | 3 - 1 | Cruzeiro                 | Batistão         | 29 de mayo | 16:30 | Premiere |
| Coritiba          | 2 - 0 | Avaí                     | Couto Pereira    | 29 de mayo | 18:15 | SporTV   |
| Brusque           | 2 - 1 | Ponte Preta              | Augusto Bauer    | 30 de mayo | 11:00 | SporTV   |
| Sampaio Corrêa    | 0 - 0 | Goiás                    | Castelão         | 31 de mayo | 20:00 | SporTV   |

| Operário de Ponta Grossa | 2 - 5 | Guarani           | Couto Pereira    | 1 de junio | 19:00 | Premiere |
| Goiás                    | 2 - 0 | Confiança         | Serrinha         | 4 de junio | 17:30 | SporTV   |
| Londrina                 | 0 - 1 | Brusque           | Café             | 5 de junio | 11:00 | SporTV   |
| CSA                      | 0 - 0 | Sampaio Corrêa    | Rei Pelé         | 5 de junio | 16:30 | SporTV   |
| Remo                     | 1 - 0 | Brasil de Pelotas | Baenão           | 5 de junio | 19:00 | SporTV   |
| Botafogo                 | 2 - 0 | Coritiba          | Nílton Santos    | 5 de junio | 21:00 | Premiere |
| Ponte Preta              | 1 - 1 | Vasco da Gama     | Moisés Lucarelli | 6 de junio | 16:00 | TV Globo |
| Cruzeiro                 | 3 - 4 | CRB               | Mineirão         | 6 de junio | 18:15 | Premiere |
| Avaí                     | 1 - 1 | Vila Nova         | Ressacada        | 6 de junio | 20:30 | Premiere |
| Vitória                  | 0 - 1 | Náutico           | Barradão         | 7 de junio | 20:00 | SporTV   |

| Sampaio Corrêa    | 1 - 0 | Ponte Preta              | Castelão            | 11 de junio | 19:00 | SporTV   |
| Guarani           | 1 - 3 | Náutico                  | Brinco de Ouro      | 11 de junio | 21:30 | SporTV   |
| CRB               | 3 - 2 | Confiança                | Rei Pelé            | 12 de junio | 16:30 | Premiere |
| Brasil de Pelotas | 1 - 2 | Vasco da Gama            | Bento Freitas       | 12 de junio | 19:00 | Premiere |
| Vila Nova         | 1 - 0 | CSA                      | Anníbal Toledo      | 12 de junio | 19:00 | SporTV   |
| Cruzeiro          | 1 - 1 | Goiás                    | Mineirão            | 12 de junio | 21:00 | Premiere |
| Botafogo          | 3 - 0 | Remo                     | Raulino de Oliveira | 13 de junio | 16:00 | Premiere |
| Avaí              | 1 - 2 | Brusque                  | Ressacada           | 13 de junio | 16:00 | Premiere |
| Vitória           | 0 - 0 | Operário de Ponta Grossa | Barradão            | 13 de junio | 20:30 | Premiere |
| Coritiba          | 1 - 1 | Londrina                 | Couto Pereira       | 13 de junio | 20:30 | SporTV   |

| CSA                      | 1 - 1 | Guarani           | Rei Pelé         | 15 de junio | 19:00 | SporTV   |
| Náutico                  | 2 - 0 | Vila Nova         | Aflitos          | 15 de junio | 19:00 | Premiere |
| Confiança                | 1 - 1 | Brasil de Pelotas | Batistão         | 15 de junio | 21:30 | Premiere |
| Goiás                    | 1 - 0 | CRB               | Serrinha         | 15 de junio | 21:30 | SporTV   |
| Remo                     | 0 - 0 | Vitória           | Baenão           | 16 de junio | 16:00 | Premiere |
| Operário de Ponta Grossa | 1 - 0 | Sampaio Corrêa    | Germano Krüger   | 16 de junio | 18:00 | Premiere |
| Vasco da Gama            | 0 - 2 | Avaí              | São Januário     | 16 de junio | 19:00 | Premiere |
| Ponte Preta              | 0 - 1 | Cruzeiro          | Moisés Lucarelli | 16 de junio | 21:30 | TV Globo |
| Londrina                 | 2 - 2 | Botafogo          | Café             | 17 de junio | 19:00 | Premiere |
| Brusque                  | 0 - 0 | Coritiba          | Augusto Bauer    | 3 de agosto | 19:00 | Premiere |

| Brasil de Pelotas        | 2 - 1 | Goiás       | Bento Freitas  | 18 de junio | 21:30 | SporTV   |
| Vasco da Gama            | 3 - 0 | CRB         | São Januário   | 19 de junio | 16:30 | Premiere |
| Guarani                  | 1 - 0 | Ponte Preta | Brinco de Ouro | 19 de junio | 18:30 | SporTV   |
| Operário de Ponta Grossa | 2 - 1 | Cruzeiro    | Germano Krüger | 19 de junio | 19:00 | Premiere |
| Vitória                  | 3 - 1 | Brusque     | Barradão       | 19 de junio | 19:00 | Premiere |
| Sampaio Corrêa           | 3 - 1 | Confiança   | Castelão       | 19 de junio | 21:00 | Premiere |
| Vila Nova                | 0 - 1 | Coritiba    | Anníbal Toledo | 19 de junio | 21:00 | SporTV   |
| Náutico                  | 3 - 1 | Botafogo    | Aflitos        | 20 de junio | 16:00 | TV Globo |
| CSA                      | 1 - 0 | Londrina    | Rei Pelé       | 20 de junio | 20:30 | Premiere |
| Avaí                     | 1 - 0 | Remo        | Ressacada      | 28 de julio | 19:00 | Premiere |

| Brusque     | 0 - 0 | Sampaio Corrêa           | Augusto Bauer    | 22 de junio | 16:30 | Premiere |
| Confiança   | 1 - 0 | Vila Nova                | Batistão         | 22 de junio | 16:30 | Premiere |
| Ponte Preta | 0 - 0 | Operário de Ponta Grossa | Moisés Lucarelli | 22 de junio | 19:00 | Premiere |
| Goiás       | 3 - 0 | Avaí                     | Serrinha         | 22 de junio | 19:00 | SporTV   |
| Coritiba    | 1 - 0 | Vitória                  | Couto Pereira    | 22 de junio | 21:30 | SporTV   |
| CRB         | 2 - 1 | Brasil de Pelotas        | Rei Pelé         | 22 de junio | 21:30 | Premiere |
| Remo        | 0 - 0 | Guarani                  | Baenão           | 22 de junio | 21:30 | Premiere |
| Londrina    | 0 - 0 | Náutico                  | Café             | 23 de junio | 16:00 | Premiere |
| Cruzeiro    | 2 - 1 | Vasco da Gama            | Mineirão         | 24 de junio | 21:30 | TV Globo |
| Botafogo    | 2 - 0 | CSA                      | Nílton Santos    | 27 de julio | 21:30 | Premiere |

| Avaí                     | 1 - 0 | CRB         | Ressacada        | 25 de junio | 16:30 | SporTV   |
| Brasil de Pelotas        | 1 - 1 | Ponte Preta | Bento Freitas    | 25 de junio | 19:00 | Premiere |
| Operário de Ponta Grossa | 0 - 0 | Confiança   | Germano Krüger   | 25 de junio | 19:00 | Premiere |
| Guarani                  | 0 - 2 | Coritiba    | Brinco de Ouro   | 25 de junio | 19:00 | SporTV   |
| Vila Nova                | 0 - 0 | Goiás       | Onésio Alvarenga | 25 de junio | 21:30 | SporTV   |
| Sampaio Corrêa           | 2 - 0 | Botafogo    | Castelão         | 26 de junio | 16:30 | Premiere |
| Vitória                  | 1 - 2 | Londrina    | Barradão         | 26 de junio | 18:30 | SporTV   |
| Náutico                  | 1 - 1 | Remo        | Aflitos          | 26 de junio | 21:00 | SporTV   |
| CSA                      | 2 - 1 | Cruzeiro    | Rei Pelé         | 27 de junio | 20:30 | Premiere |
| Vasco da Gama            | 2 - 1 | Brusque     | São Januário     | 27 de junio | 21:00 | Premiere |

| Operário de Ponta Grossa | 1 - 2 | Vila Nova         | Germano Krüger      | 28 de junio | 18:00 | Premiere |
| Confiança                | 0 - 1 | Coritiba          | Batistão            | 29 de junio | 19:00 | SporTV   |
| Remo                     | 0 - 2 | Sampaio Corrêa    | Baenão              | 29 de junio | 21:30 | Premiere |
| CRB                      | 1 - 1 | Náutico           | Rei Pelé            | 29 de junio | 21:30 | Premiere |
| Ponte Preta              | 2 - 1 | CSA               | Moisés Lucarelli    | 30 de junio | 16:30 | SporTV   |
| Brusque                  | 1 - 0 | Brasil de Pelotas | Augusto Bauer       | 30 de junio | 17:00 | Premiere |
| Goiás                    | 1 - 0 | Vasco da Gama     | Serrinha            | 30 de junio | 19:00 | SporTV   |
| Cruzeiro                 | 3 - 3 | Guarani           | Mineirão            | 30 de junio | 19:00 | Premiere |
| Londrina                 | 1 - 3 | Avaí              | Café                | 30 de junio | 19:00 | Premiere |
| Botafogo                 | 1 - 0 | Vitória           | Raulino de Oliveira | 30 de junio | 21:30 | TV Globo |

| Coritiba          | 2 - 1 | Remo                     | Couto Pereira    | 2 de julio | 19:00 | SporTV   |
| Náutico           | 5 - 0 | Operário de Ponta Grossa | Aflitos          | 2 de julio | 19:00 | Premiere |
| Vasco da Gama     | 1 - 0 | Confiança                | São Januário     | 3 de julio | 16:30 | Premiere |
| CSA               | 0 - 1 | CRB                      | Rei Pelé         | 3 de julio | 18:30 | SporTV   |
| Sampaio Corrêa    | 1 - 0 | Londrina                 | Castelão         | 3 de julio | 19:00 | Premiere |
| Brasil de Pelotas | 0 - 0 | Cruzeiro                 | Bento Freitas    | 3 de julio | 19:00 | Premiere |
| Avaí              | 1 - 1 | Botafogo                 | Ressacada        | 3 de julio | 21:00 | Premiere |
| Vitória           | 1 - 1 | Goiás                    | Barradão         | 3 de julio | 21:30 | Premiere |
| Vila Nova         | 0 - 0 | Ponte Preta              | Onésio Alvarenga | 3 de julio | 21:30 | SporTV   |
| Guarani           | 4 - 1 | Brusque                  | Brinco de Ouro   | 4 de julio | 11:00 | SporTV   |

| Ponte Preta              | 0 - 0 | Avaí              | Moisés Lucarelli | 6 de julio  | 19:00 | SporTV   |
| Cruzeiro                 | 0 - 0 | Coritiba          | Mineirão         | 6 de julio  | 19:00 | TV Globo |
| CRB                      | 2 - 1 | Botafogo          | Rei Pelé         | 6 de julio  | 21:30 | Premiere |
| Remo                     | 0 - 1 | Vila Nova         | Baenão           | 8 de julio  | 21:00 | SporTV   |
| Vasco da Gama            | 1 - 0 | Sampaio Corrêa    | São Januário     | 9 de julio  | 19:00 | Premiere |
| Londrina                 | 0 - 1 | Guarani           | Café             | 9 de julio  | 19:00 | SporTV   |
| Goiás                    | 0 - 1 | Náutico           | Serrinha         | 9 de julio  | 21:30 | SporTV   |
| Operário de Ponta Grossa | 2 - 1 | Brasil de Pelotas | Germano Krüger   | 10 de julio | 11:00 | SporTV   |
| Confiança                | 1 - 1 | Vitória           | Batistão         | 10 de julio | 19:00 | SporTV   |
| Brusque                  | 2 - 3 | CSA               | Augusto Bauer    | 11 de julio | 20:30 | SporTV   |

| Botafogo  | 3 - 3 | Cruzeiro                 | Nílton Santos    | 10 de julio | 16:30 | TV Globo |
| Náutico   | 1 - 1 | Ponte Preta              | Aflitos          | 12 de julio | 20:00 | SporTV   |
| Vila Nova | 0 - 0 | Brasil de Pelotas        | Onésio Alvarenga | 13 de julio | 16:00 | Premiere |
| Avaí      | 2 - 1 | Confiança                | Ressacada        | 13 de julio | 19:00 | Premiere |
| Guarani   | 1 - 0 | CRB                      | Brinco de Ouro   | 13 de julio | 19:00 | SporTV   |
| Vitória   | 2 - 2 | Sampaio Corrêa           | Barradão         | 13 de julio | 21:30 | SporTV   |
| Coritiba  | 1 - 1 | Vasco da Gama            | Couto Pereira    | 13 de julio | 21:30 | Premiere |
| Londrina  | 1 - 2 | Operário de Ponta Grossa | Café             | 13 de julio | 21:30 | Premiere |
| CSA       | 0 - 1 | Goiás                    | Rei Pelé         | 14 de julio | 19:00 | SporTV   |
| Remo      | 2 - 1 | Brusque                  | Baenão           | 14 de julio | 21:30 | SporTV   |

| Confiança                | 1 - 4 | Guarani   | Batistão         | 16 de julio | 19:00 | SporTV   |
| Sampaio Corrêa           | 2 - 3 | Coritiba  | Castelão         | 16 de julio | 21:30 | SporTV   |
| Brasil de Pelotas        | 1 - 0 | Vitória   | Bento Freitas    | 17 de julio | 11:00 | SporTV   |
| Goiás                    | 0 - 0 | Londrina  | Serrinha         | 17 de julio | 16:00 | SporTV   |
| Cruzeiro                 | 0 - 3 | Avaí      | Mineirão         | 17 de julio | 16:30 | Premiere |
| Ponte Preta              | 1 - 2 | Remo      | Moisés Lucarelli | 17 de julio | 18:30 | Premiere |
| Brusque                  | 2 - 1 | Botafogo  | Augusto Bauer    | 17 de julio | 19:00 | Premiere |
| Operário de Ponta Grossa | 0 - 2 | CSA       | Germano Krüger   | 17 de julio | 19:00 | Premiere |
| Vasco da Gama            | 1 - 1 | Náutico   | São Januário     | 18 de julio | 16:00 | TV Globo |
| CRB                      | 2 - 1 | Vila Nova | Rei Pelé         | 18 de julio | 20:30 | SporTV   |

| Botafogo  | 0 - 2 | Goiás                    | Nílton Santos    | 20 de julio | 19:00 | Premiere |
| Remo      | 1 - 0 | Cruzeiro                 | Baenão           | 20 de julio | 19:00 | Premiere |
| Guarani   | 0 - 0 | Sampaio Corrêa           | Brinco de Ouro   | 20 de julio | 19:00 | Premiere |
| Londrina  | 0 - 0 | Confiança                | Café             | 20 de julio | 19:00 | SporTV   |
| Vitória   | 1 - 0 | Ponte Preta              | Barradão         | 20 de julio | 21:30 | SporTV   |
| Vila Nova | 0 - 1 | Brusque                  | Onésio Alvarenga | 21 de julio | 16:00 | SporTV   |
| CSA       | 2 - 2 | Vasco da Gama            | Rei Pelé         | 21 de julio | 21:30 | Premiere |
| Náutico   | 2 - 1 | Brasil de Pelotas        | Aflitos          | 21 de julio | 21:30 | SporTV   |
| Coritiba  | 1 - 1 | CRB                      | Couto Pereira    | 22 de julio | 19:00 | SporTV   |
| Avaí      | 1 - 0 | Operário de Ponta Grossa | Ressacada        | 22 de julio | 21:30 | SporTV   |

| Londrina                 | 1 - 0 | Remo              | Café             | 23 de julio | 16:00 | SporTV   |
| Ponte Preta              | 2 - 1 | Goiás             | Moisés Lucarelli | 23 de julio | 20:00 | SporTV   |
| Confiança                | 0 - 1 | Botafogo          | Batistão         | 24 de julio | 16:30 | SporTV   |
| Vila Nova                | 0 - 0 | Cruzeiro          | Onésio Alvarenga | 24 de julio | 16:30 | Premiere |
| Náutico                  | 1 - 1 | Brusque           | Aflitos          | 24 de julio | 19:30 | SporTV   |
| CSA                      | 2 - 1 | Vitória           | Rei Pelé         | 24 de julio | 21:00 | Premiere |
| Vasco da Gama            | 4 - 1 | Guarani           | São Januário     | 24 de julio | 21:00 | Premiere |
| Operário de Ponta Grossa | 1 - 0 | Coritiba          | Germano Krüger   | 25 de julio | 18:15 | Premiere |
| Sampaio Corrêa           | 2 - 3 | CRB               | Castelão         | 25 de julio | 20:30 | Premiere |
| Avaí                     | 1 - 1 | Brasil de Pelotas | Ressacada        | 25 de julio | 20:30 | Premiere |

| Goiás             | 1 - 0 | Operário de Ponta Grossa | Serrinha       | 30 de julio | 16:00 | SporTV   |
| Coritiba          | 3 - 1 | Náutico                  | Couto Pereira  | 30 de julio | 20:00 | SporTV   |
| Cruzeiro          | 2 - 2 | Londrina                 | Mineirão       | 30 de julio | 21:30 | Premiere |
| Guarani           | 1 - 4 | Vila Nova                | Brinco de Ouro | 31 de julio | 11:00 | SporTV   |
| Vitória           | 0 - 0 | Avaí                     | Barradão       | 31 de julio | 16:30 | SporTV   |
| Brasil de Pelotas | 1 - 2 | Sampaio Corrêa           | Bento Freitas  | 31 de julio | 19:00 | Premiere |
| Brusque           | 3 - 0 | Confiança                | Augusto Bauer  | 31 de julio | 21:00 | Premiere |
| Botafogo          | 2 - 0 | Vasco da Gama            | Nílton Santos  | 31 de julio | 21:00 | Premiere |
| Remo              | 1 - 0 | CSA                      | Baenão         | 1 de agosto | 18:15 | Premiere |
| CRB               | 1 - 1 | Ponte Preta              | Rei Pelé       | 1 de agosto | 18:15 | SporTV   |

| Remo      | 0 - 1 | Operário de Ponta Grossa | Baenão           | 6 de agosto | 16:00 | SporTV   |
| Guarani   | 2 - 0 | Brasil de Pelotas        | Brinco de Ouro   | 6 de agosto | 19:00 | Premiere |
| Coritiba  | 1 - 1 | Goiás                    | Couto Pereira    | 6 de agosto | 19:30 | SporTV   |
| Brusque   | 1 - 2 | Cruzeiro                 | Augusto Bauer    | 7 de agosto | 11:00 | Premiere |
| Náutico   | 0 - 4 | Confiança                | Aflitos          | 7 de agosto | 16:30 | SporTV   |
| CSA       | 0 - 0 | Avaí                     | Rei Pelé         | 7 de agosto | 19:00 | Premiere |
| Vitória   | 0 - 1 | Vasco da Gama            | Barradão         | 7 de agosto | 19:30 | SporTV   |
| Vila Nova | 0 - 2 | Sampaio Corrêa           | Onésio Alvarenga | 7 de agosto | 21:30 | SporTV   |
| Botafogo  | 2 - 0 | Ponte Preta              | Nílton Santos    | 8 de agosto | 20:30 | SporTV   |
| Londrina  | 0 - 2 | CRB                      | Café             | 8 de agosto | 20:30 | Premiere |

| Avaí                     | 0 - 1 | Guarani   | Ressacada        | 10 de agosto | 19:00 | SporTV   |
| Confiança                | 0 - 2 | CSA       | Batistão         | 10 de agosto | 19:00 | Premiere |
| Vasco da Gama            | 1 - 0 | Vila Nova | São Januário     | 10 de agosto | 21:30 | Premiere |
| Goiás                    | 1 - 1 | Remo      | Serrinha         | 10 de agosto | 21:30 | SporTV   |
| Brasil de Pelotas        | 0 - 2 | Coritiba  | Bento Freitas    | 11 de agosto | 16:00 | SporTV   |
| Cruzeiro                 | 2 - 2 | Vitória   | Independência    | 11 de agosto | 19:00 | Premiere |
| Ponte Preta              | 2 - 1 | Londrina  | Moisés Lucarelli | 11 de agosto | 19:00 | SporTV   |
| Sampaio Corrêa           | 2 - 0 | Náutico   | Castelão         | 11 de agosto | 21:30 | SporTV   |
| CRB                      | 3 - 0 | Brusque   | Rei Pelé         | 12 de agosto | 19:00 | SporTV   |
| Operário de Ponta Grossa | 1 - 0 | Botafogo  | Germano Krüger   | 12 de agosto | 21:30 | SporTV   |

| Goiás                    | 2 - 1 | Guarani           | Serrinha         | 13 de agosto | 19:00 | SporTV   |
| Remo                     | 2 - 1 | Vasco da Gama     | Baenão           | 13 de agosto | 21:30 | SporTV   |
| CSA                      | 3 - 0 | Coritiba          | Rei Pelé         | 14 de agosto | 16:30 | SporTV   |
| Cruzeiro                 | 1 - 1 | Sampaio Corrêa    | Independência    | 14 de agosto | 16:30 | Premiere |
| Ponte Preta              | 4 - 2 | Confiança         | Moisés Lucarelli | 14 de agosto | 16:30 | Premiere |
| Avaí                     | 2 - 0 | Náutico           | Ressacada        | 14 de agosto | 19:00 | SporTV   |
| Londrina                 | 1 - 0 | Vila Nova         | Café             | 15 de agosto | 11:00 | SporTV   |
| Vitória                  | 1 - 1 | CRB               | Barradão         | 15 de agosto | 16:00 | Premiere |
| Botafogo                 | 1 - 0 | Brasil de Pelotas | Nílton Santos    | 15 de agosto | 18:15 | Premiere |
| Operário de Ponta Grossa | 1 - 1 | Brusque           | Germano Krüger   | 15 de agosto | 20:30 | Premiere |

| Náutico           | 0 - 1 | Cruzeiro                 | Aflitos          | 17 de agosto | 19:00 | SporTV   |
| Confiança         | 1 - 2 | Remo                     | Batistão         | 17 de agosto | 19:00 | Premiere |
| Sampaio Corrêa    | 0 - 2 | Avaí                     | Castelão         | 17 de agosto | 21:30 | Premiere |
| Coritiba          | 2 - 0 | Ponte Preta              | Couto Pereira    | 17 de agosto | 21:30 | SporTV   |
| Vila Nova         | 0 - 0 | Vitória                  | Onésio Alvarenga | 18 de agosto | 19:00 | SporTV   |
| Guarani           | 1 - 1 | Botafogo                 | Brinco de Ouro   | 18 de agosto | 19:00 | Premiere |
| Vasco da Gama     | 1 - 2 | Londrina                 | São Januário     | 18 de agosto | 21:30 | Premiere |
| CRB               | 0 - 0 | Operário de Ponta Grossa | Rei Pelé         | 18 de agosto | 21:30 | SporTV   |
| Brusque           | 0 - 1 | Goiás                    | Augusto Bauer    | 19 de agosto | 19:00 | SporTV   |
| Brasil de Pelotas | 0 - 1 | CSA                      | Bento Freitas    | 19 de agosto | 21:30 | SporTV   |

### Segunda ronda
| Avaí                     | 1 - 2 | Coritiba          | Ressacada        | 20 de agosto | 19:00 | SporTV   |
| Cruzeiro                 | 1 - 0 | Confiança         | Mineirão         | 20 de agosto | 21:30 | SporTV   |
| Vitória                  | 1 - 0 | Guarani           | Barradão         | 21 de agosto | 16:30 | SporTV   |
| Operário de Ponta Grossa | 2 - 0 | Vasco da Gama     | Germano Krüger   | 21 de agosto | 19:00 | SporTV   |
| Remo                     | 1 - 2 | CRB               | Baenão           | 21 de agosto | 21:00 | Premiere |
| Botafogo                 | 3 - 2 | Vila Nova         | Nílton Santos    | 22 de agosto | 11:00 | Premiere |
| Goiás                    | 2 - 2 | Sampaio Corrêa    | Serrinha         | 22 de agosto | 16:00 | Premiere |
| Londrina                 | 0 - 0 | Brasil de Pelotas | Café             | 22 de agosto | 18:15 | Premiere |
| Ponte Preta              | 3 - 0 | Brusque           | Moisés Lucarelli | 22 de agosto | 20:30 | Premiere |
| CSA                      | 0 - 1 | Náutico           | Rei Pelé         | 24 de agosto | 21:30 | SporTV   |

| Guarani           | 3 - 0 | Operário de Ponta Grossa | Brinco de Ouro   | 24 de agosto | 19:00 | SporTV   |
| Vila Nova         | 1 - 0 | Avaí                     | Onésio Alvarenga | 25 de agosto | 16:00 | SporTV   |
| Confiança         | 1 - 2 | Goiás                    | Batistão         | 26 de agosto | 17:00 | SporTV   |
| Brasil de Pelotas | 1 - 1 | Remo                     | Bento Freitas    | 27 de agosto | 19:00 | SporTV   |
| Coritiba          | 0 - 1 | Botafogo                 | Couto Pereira    | 27 de agosto | 21:30 | SporTV   |
| Brusque           | 0 - 0 | Londrina                 | Augusto Bauer    | 28 de agosto | 18:45 | SporTV   |
| Sampaio Corrêa    | 2 - 0 | CSA                      | Castelão         | 28 de agosto | 21:00 | SporTV   |
| Náutico           | 1 - 1 | Vitória                  | Aflitos          | 29 de agosto | 16:00 | TV Globo |
| CRB               | 0 - 0 | Cruzeiro                 | Rei Pelé         | 29 de agosto | 16:00 | TV Globo |
| Vasco da Gama     | 2 - 0 | Ponte Preta              | São Januário     | 29 de agosto | 16:00 | Premiere |

| Confiança                | 1 - 2 | CRB               | Batistão         | 1 de septiembre | 19:00 | Premiere |
| Londrina                 | 2 - 3 | Coritiba          | Café             | 1 de septiembre | 21:30 | SporTV   |
| Ponte Preta              | 3 - 2 | Sampaio Corrêa    | Moisés Lucarelli | 3 de septiembre | 19:00 | SporTV   |
| Brusque                  | 0 - 0 | Avaí              | Augusto Bauer    | 3 de septiembre | 19:00 | SporTV   |
| Vasco da Gama            | 1 - 1 | Brasil de Pelotas | São Januário     | 3 de septiembre | 19:00 | Premiere |
| CSA                      | 1 - 1 | Vila Nova         | Rei Pelé         | 3 de septiembre | 21:30 | SporTV   |
| Operário de Ponta Grossa | 0 - 1 | Vitória           | Germano Krüger   | 4 de septiembre | 11:00 | SporTV   |
| Náutico                  | 1 - 1 | Guarani           | Aflitos          | 4 de septiembre | 17:15 | SporTV   |
| Remo                     | 0 - 1 | Botafogo          | Baenão           | 4 de septiembre | 19:30 | SporTV   |
| Goiás                    | 1 - 1 | Cruzeiro          | Serrinha         | 7 de septiembre | 21:30 | TV Globo |

| Avaí              | 3 - 1 | Vasco da Gama            | Ressacada        | 6 de septiembre  | 20:00 | SporTV   |
| Brasil de Pelotas | 1 - 1 | Confiança                | Bento Freitas    | 7 de septiembre  | 11:00 | Premiere |
| Guarani           | 1 - 0 | CSA                      | Brinco de Ouro   | 7 de septiembre  | 16:00 | SporTV   |
| Coritiba          | 4 - 0 | Brusque                  | Couto Pereira    | 7 de septiembre  | 19:00 | SporTV   |
| Vitória           | 1 - 2 | Remo                     | Barradão         | 10 de septiembre | 19:00 | SporTV   |
| Vila Nova         | 1 - 0 | Náutico                  | Onésio Alvarenga | 10 de septiembre | 21:30 | SporTV   |
| Cruzeiro          | 1 - 0 | Ponte Preta              | Arena do Jacaré  | 11 de septiembre | 11:00 | Premiere |
| Sampaio Corrêa    | 0 - 0 | Operário de Ponta Grossa | Castelão         | 11 de septiembre | 16:30 | Premiere |
| Botafogo          | 4 - 0 | Londrina                 | Nílton Santos    | 11 de septiembre | 16:30 | Premiere |
| CRB               | 0 - 1 | Goiás                    | Rei Pelé         | 11 de septiembre | 21:00 | SporTV   |

| Cruzeiro    | 1 - 1 | Operário de Ponta Grossa | Arena do Jacaré  | 16 de septiembre | 19:00 | Premiere |
| CRB         | 1 - 1 | Vasco da Gama            | Rei Pelé         | 16 de septiembre | 19:00 | SporTV   |
| Remo        | 2 - 1 | Avaí                     | Baenão           | 16 de septiembre | 21:30 | SporTV   |
| Brusque     | 0 - 0 | Vitória                  | Augusto Bauer    | 17 de septiembre | 16:00 | SporTV   |
| Coritiba    | 1 - 0 | Vila Nova                | Couto Pereira    | 17 de septiembre | 19:00 | SporTV   |
| Confiança   | 2 - 0 | Sampaio Corrêa           | Batistão         | 17 de septiembre | 20:30 | Premiere |
| Ponte Preta | 0 - 0 | Guarani                  | Moisés Lucarelli | 17 de septiembre | 21:30 | SporTV   |
| Londrina    | 0 - 2 | CSA                      | Café             | 18 de septiembre | 16:30 | SporTV   |
| Botafogo    | 3 - 1 | Náutico                  | Nílton Santos    | 18 de septiembre | 16:30 | Premiere |
| Goiás       | 2 - 1 | Brasil de Pelotas        | Serrinha         | 18 de septiembre | 19:00 | SporTV   |

| Vasco da Gama            | 1 - 1 | Cruzeiro    | São Januário     | 19 de septiembre | 16:00 | TV Globo |
| Guarani                  | 2 - 0 | Remo        | Brinco de Ouro   | 21 de septiembre | 16:00 | SporTV   |
| Avaí                     | 1 - 0 | Goiás       | Ressacada        | 21 de septiembre | 19:00 | SporTV   |
| Brasil de Pelotas        | 0 - 1 | CRB         | Bento Freitas    | 21 de septiembre | 19:00 | SporTV   |
| Sampaio Corrêa           | 2 - 2 | Brusque     | Castelão         | 21 de septiembre | 19:00 | Premiere |
| Vila Nova                | 0 - 0 | Confiança   | Onésio Alvarenga | 21 de septiembre | 21:30 | Premiere |
| Náutico                  | 1 - 2 | Londrina    | Aflitos          | 21 de septiembre | 21:30 | SporTV   |
| Vitória                  | 0 - 0 | Coritiba    | Barradão         | 22 de septiembre | 19:00 | SporTV   |
| Operário de Ponta Grossa | 1 - 2 | Ponte Preta | Germano Krüger   | 22 de septiembre | 21:30 | Premiere |
| CSA                      | 2 - 0 | Botafogo    | Rei Pelé         | 23 de septiembre | 19:00 | SporTV   |

| Remo        | 1 - 0 | Náutico                  | Baenão           | 24 de septiembre | 19:00 | Premiere |
| Goiás       | 1 - 2 | Vila Nova                | Serrinha         | 24 de septiembre | 19:00 | SporTV   |
| Brusque     | 0 - 1 | Vasco da Gama            | Augusto Bauer    | 24 de septiembre | 21:30 | SporTV   |
| Londrina    | 1 - 0 | Vitória                  | Café             | 25 de septiembre | 16:00 | SporTV   |
| Confiança   | 1 - 0 | Operário de Ponta Grossa | Batistão         | 25 de septiembre | 17:30 | Premiere |
| CRB         | 1 - 2 | Avaí                     | Rei Pelé         | 25 de septiembre | 18:30 | SporTV   |
| Coritiba    | 1 - 0 | Guarani                  | Couto Pereira    | 25 de septiembre | 21:00 | Premiere |
| Cruzeiro    | 1 - 2 | CSA                      | Independência    | 26 de septiembre | 16:00 | TV Globo |
| Ponte Preta | 1 - 0 | Brasil de Pelotas        | Moisés Lucarelli | 26 de septiembre | 18:15 | Premiere |
| Botafogo    | 2 - 0 | Sampaio Corrêa           | Nílton Santos    | 26 de septiembre | 18:15 | Premiere |

| Vasco da Gama     | 2 - 0 | Goiás                    | São Januário     | 27 de septiembre | 20:00 | SporTV   |
| Avaí              | 2 - 0 | Londrina                 | Ressacada        | 28 de septiembre | 16:00 | SporTV   |
| Náutico           | 1 - 3 | CRB                      | Arena Pernambuco | 28 de septiembre | 19:00 | SporTV   |
| Coritiba          | 1 - 1 | Confiança                | Couto Pereira    | 28 de septiembre | 21:30 | SporTV   |
| Vila Nova         | 2 - 1 | Operário de Ponta Grossa | Onésio Alvarenga | 28 de septiembre | 21:30 | Premiere |
| Brasil de Pelotas | 0 - 2 | Brusque                  | Bento Freitas    | 29 de septiembre | 19:00 | Premiere |
| Guarani           | 1 - 1 | Cruzeiro                 | Brinco de Ouro   | 29 de septiembre | 19:00 | SporTV   |
| CSA               | 2 - 1 | Ponte Preta              | Rei Pelé         | 29 de septiembre | 21:30 | SporTV   |
| Vitória           | 0 - 0 | Botafogo                 | Barradão         | 29 de septiembre | 21:30 | Premiere |
| Sampaio Corrêa    | 1 - 1 | Remo                     | Castelão         | 30 de septiembre | 21:30 | SporTV   |

| Operário de Ponta Grossa | 1 - 2 | Náutico           | Germano Krüger   | 1 de octubre | 21:30 | SporTV   |
| Brusque                  | 2 - 0 | Guarani           | Augusto Bauer    | 2 de octubre | 16:00 | SporTV   |
| Goiás                    | 3 - 0 | Vitória           | Serrinha         | 2 de octubre | 16:00 | SporTV   |
| CRB                      | 0 - 0 | CSA               | Rei Pelé         | 2 de octubre | 18:30 | SporTV   |
| Botafogo                 | 1 - 2 | Avaí              | Nílton Santos    | 2 de octubre | 19:00 | Premiere |
| Ponte Preta              | 1 - 1 | Vila Nova         | Moisés Lucarelli | 2 de octubre | 21:00 | SporTV   |
| Cruzeiro                 | 2 - 0 | Brasil de Pelotas | Independência    | 3 de octubre | 11:00 | Premiere |
| Confiança                | 1 - 2 | Vasco da Gama     | Batistão         | 3 de octubre | 18:15 | SporTV   |
| Londrina                 | 3 - 1 | Sampaio Corrêa    | Café             | 3 de octubre | 20:30 | Premiere |
| Remo                     | 0 - 0 | Coritiba          | Baenão           | 4 de octubre | 20:00 | SporTV   |

| Avaí              | 1 - 1 | Ponte Preta              | Ressacada        | 5 de octubre | 19:00 | SporTV   |
| Náutico           | 3 - 2 | Goiás                    | Aflitos          | 5 de octubre | 21:30 | SporTV   |
| Brasil de Pelotas | 1 - 0 | Operário de Ponta Grossa | Bento Freitas    | 6 de octubre | 16:00 | SporTV   |
| Vila Nova         | 1 - 0 | Remo                     | Onésio Alvarenga | 8 de octubre | 19:00 | SporTV   |
| Botafogo          | 2 - 0 | CRB                      | Nílton Santos    | 8 de octubre | 19:00 | Premiere |
| Coritiba          | 0 - 3 | Cruzeiro                 | Couto Pereira    | 8 de octubre | 21:30 | SporTV   |
| Guarani           | 3 - 0 | Londrina                 | Brinco de Ouro   | 9 de octubre | 16:30 | SporTV   |
| Vitória           | 0 - 1 | Confiança                | Barradão         | 9 de octubre | 19:00 | SporTV   |
| CSA               | 4 - 1 | Brusque                  | Rei Pelé         | 9 de octubre | 21:00 | Premiere |
| Sampaio Corrêa    | 1 - 0 | Vasco da Gama            | Castelão         | 9 de octubre | 21:00 | Premiere |

| Sampaio Corrêa           | 0 - 1 | Vitória   | Castelão         | 12 de octubre | 19:00 | SporTV   |
| Cruzeiro                 | 0 - 0 | Botafogo  | Independência    | 12 de octubre | 21:30 | TV Globo |
| Brusque                  | 3 - 1 | Remo      | Augusto Bauer    | 15 de octubre | 16:00 | SporTV   |
| CRB                      | 2 - 2 | Guarani   | Rei Pelé         | 15 de octubre | 19:00 | SporTV   |
| Brasil de Pelotas        | 2 - 2 | Vila Nova | Bento Freitas    | 15 de octubre | 21:30 | Premiere |
| Goiás                    | 3 - 1 | CSA       | Serrinha         | 15 de octubre | 21:30 | SporTV   |
| Ponte Preta              | 2 - 3 | Náutico   | Moisés Lucarelli | 16 de octubre | 16:00 | SporTV   |
| Vasco da Gama            | 2 - 1 | Coritiba  | São Januário     | 16 de octubre | 16:30 | Premiere |
| Operário de Ponta Grossa | 0 - 0 | Londrina  | Germano Krüger   | 16 de octubre | 18:30 | SporTV   |
| Confiança                | 3 - 1 | Avaí      | Batistão         | 16 de octubre | 21:00 | SporTV   |

| Vila Nova | 0 - 0 | CRB                      | Onésio Alvarenga | 18 de octubre | 20:00 | SporTV   |
| Londrina  | 0 - 0 | Goiás                    | Café             | 19 de octubre | 19:00 | SporTV   |
| Coritiba  | 3 - 0 | Sampaio Corrêa           | Couto Pereira    | 19 de octubre | 21:30 | SporTV   |
| Botafogo  | 3 - 0 | Brusque                  | Nilton Santos    | 20 de octubre | 20:30 | Premiere |
| Guarani   | 1 - 2 | Confiança                | Brinco de Ouro   | 22 de octubre | 19:00 | SporTV   |
| Avaí      | 1 - 0 | Cruzeiro                 | Ressacada        | 22 de octubre | 21:30 | SporTV   |
| Vitória   | 4 - 0 | Brasil de Pelotas        | Barradão         | 23 de octubre | 16:30 | SporTV   |
| CSA       | 2 - 4 | Operário de Ponta Grossa | Rei Pelé         | 23 de octubre | 19:00 | SporTV   |
| Remo      | 0 - 1 | Ponte Preta              | Baenão           | 24 de octubre | 16:00 | TV Globo |
| Náutico   | 2 - 2 | Vasco da Gama            | Aflitos          | 24 de octubre | 16:00 | TV Globo |

| Brusque                  | 2 - 3 | Vila Nova | Augusto Bauer    | 24 de octubre | 20:30 | SporTV   |
| CRB                      | 1 - 1 | Coritiba  | Rei Pelé         | 26 de octubre | 19:00 | SporTV   |
| Goiás                    | 1 - 1 | Botafogo  | Serrinha         | 26 de octubre | 21:30 | SporTV   |
| Sampaio Corrêa           | 0 - 1 | Guarani   | Castelão         | 28 de octubre | 19:00 | SporTV   |
| Cruzeiro                 | 1 - 3 | Remo      | Independência    | 28 de octubre | 21:30 | Premiere |
| Brasil de Pelotas        | 3 - 2 | Náutico   | Bento Freitas    | 28 de octubre | 21:30 | SporTV   |
| Operário de Ponta Grossa | 2 - 1 | Avaí      | Germano Krüger   | 29 de octubre | 19:00 | SporTV   |
| Vasco da Gama            | 1 - 3 | CSA       | São Januário     | 29 de octubre | 21:30 | SporTV   |
| Ponte Preta              | 0 - 0 | Vitória   | Moisés Lucarelli | 30 de octubre | 16:00 | SporTV   |
| Confiança                | 0 - 2 | Londrina  | Batistão         | 30 de octubre | 18:45 | SporTV   |

| Cruzeiro          | 1 - 1 | Vila Nova                | Independência  | 1 de noviembre | 19:00 | Premiere |
| Brasil de Pelotas | 0 - 1 | Avaí                     | Bento Freitas  | 2 de noviembre | 16:00 | Premiere |
| Vitória           | 0 - 1 | CSA                      | Barradão       | 2 de noviembre | 16:00 | SporTV   |
| Brusque           | 4 - 3 | Náutico                  | Augusto Bauer  | 2 de noviembre | 19:00 | SporTV   |
| Remo              | 0 - 1 | Londrina                 | Baenão         | 2 de noviembre | 19:00 | Premiere |
| Goiás             | 2 - 2 | Ponte Preta              | Serrinha       | 2 de noviembre | 21:30 | SporTV   |
| Coritiba          | 3 - 1 | Operário de Ponta Grossa | Couto Pereira  | 3 de noviembre | 18:30 | SporTV   |
| Botafogo          | 1 - 0 | Confiança                | Nilton Santos  | 3 de noviembre | 19:00 | Premiere |
| Guarani           | 1 - 0 | Vasco da Gama            | Brinco de Ouro | 4 de noviembre | 19:00 | SporTV   |
| CRB               | 1 - 0 | Sampaio Corrêa           | Rei Pelé       | 4 de noviembre | 21:30 | SporTV   |

| CSA                      | 2 - 0 | Remo              | Rei Pelé         | 5 de noviembre | 17:00 | SporTV   |
| Avaí                     | 1 - 1 | Vitória           | Ressacada        | 5 de noviembre | 19:00 | SporTV   |
| Londrina                 | 0 - 1 | Cruzeiro          | Café             | 5 de noviembre | 21:30 | SporTV   |
| Náutico                  | 2 - 1 | Coritiba          | Aflitos          | 6 de noviembre | 16:15 | SporTV   |
| Operário de Ponta Grossa | 1 - 1 | Goiás             | Germano Krüger   | 6 de noviembre | 18:30 | SporTV   |
| Confiança                | 3 - 2 | Brusque           | Batistão         | 6 de noviembre | 19:00 | Premiere |
| Vasco da Gama            | 0 - 4 | Botafogo          | São Januário     | 7 de noviembre | 16:00 | TV Globo |
| Vila Nova                | 2 - 2 | Guarani           | Onésio Alvarenga | 7 de noviembre | 18:15 | Premiere |
| Sampaio Corrêa           | 2 - 1 | Brasil de Pelotas | Castelão         | 7 de noviembre | 18:15 | Premiere |
| Ponte Preta              | 1 - 0 | CRB               | Moisés Lucarelli | 7 de noviembre | 20:30 | Premiere |

| Avaí                     | 1 - 1 | CSA       | Ressacada        | 8 de noviembre  | 20:00 | SporTV   |
| Operário de Ponta Grossa | 2 - 1 | Remo      | Germano Krüger   | 9 de noviembre  | 19:00 | SporTV   |
| Confiança                | 0 - 0 | Náutico   | Batistão         | 9 de noviembre  | 19:00 | Premiere |
| Cruzeiro                 | 2 - 0 | Brusque   | Mineirão         | 9 de noviembre  | 21:30 | Premiere |
| Brasil de Pelotas        | 0 - 1 | Guarani   | Bento Freitas    | 10 de noviembre | 19:00 | Premiere |
| CRB                      | 1 - 0 | Londrina  | Rei Pelé         | 10 de noviembre | 21:30 | SporTV   |
| Goiás                    | 2 - 1 | Coritiba  | Serrinha         | 10 de noviembre | 21:30 | TV Globo |
| Vasco da Gama            | 0 - 3 | Vitória   | São Januário     | 10 de noviembre | 21:30 | TV Globo |
| Sampaio Corrêa           | 3 - 0 | Vila Nova | Castelão         | 11 de noviembre | 19:00 | Premiere |
| Ponte Preta              | 0 - 0 | Botafogo  | Moisés Lucarelli | 11 de noviembre | 19:00 | SporTV   |

| CSA       | 0 - 0 | Confiança                | Rei Pelé         | 12 de noviembre | 21:30 | SporTV   |
| Guarani   | 4 - 0 | Avaí                     | Brinco de Ouro   | 13 de noviembre | 16:00 | SporTV   |
| Coritiba  | 2 - 1 | Brasil de Pelotas        | Couto Pereira    | 14 de noviembre | 18:15 | Premiere |
| Vitória   | 3 - 0 | Cruzeiro                 | Barradão         | 14 de noviembre | 19:00 | SporTV   |
| Londrina  | 2 - 1 | Ponte Preta              | Café             | 15 de noviembre | 16:00 | SporTV   |
| Brusque   | 1 - 0 | CRB                      | Augusto Bauer    | 15 de noviembre | 16:00 | Premiere |
| Botafogo  | 2 - 1 | Operário de Ponta Grossa | Nilton Santos    | 15 de noviembre | 16:00 | Premiere |
| Náutico   | 2 - 1 | Sampaio Corrêa           | Aflitos          | 15 de noviembre | 18:00 | Premiere |
| Vila Nova | 2 - 2 | Vasco da Gama            | Onésio Alvarenga | 15 de noviembre | 18:00 | Premiere |
| Remo      | 0 - 1 | Goiás                    | Baenão           | 15 de noviembre | 20:00 | SporTV   |

| Sampaio Corrêa    | 1 - 1 | Cruzeiro                 | Castelão         | 18 de noviembre | 21:00 | SporTV   |
| Brusque           | 2 - 0 | Operário de Ponta Grossa | Augusto Bauer    | 19 de noviembre | 19:00 | SporTV   |
| Vasco da Gama     | 2 - 2 | Remo                     | São Januário     | 19 de noviembre | 19:00 | Premiere |
| Vila Nova         | 2 - 1 | Londrina                 | Onésio Alvarenga | 19 de noviembre | 21:30 | Premiere |
| Confiança         | 0 - 1 | Ponte Preta              | Batistão         | 20 de noviembre | 16:30 | SporTV   |
| Coritiba          | 0 - 1 | CSA                      | Couto Pereira    | 21 de noviembre | 16:00 | SporTV   |
| Brasil de Pelotas | 0 - 1 | Botafogo                 | Bento Freitas    | 21 de noviembre | 16:00 | TV Globo |
| Náutico           | 1 - 2 | Avaí                     | Aflitos          | 21 de noviembre | 19:00 | Premiere |
| CRB               | 3 - 1 | Vitória                  | Rei Pelé         | 22 de noviembre | 18:00 | Premiere |
| Guarani           | 0 - 2 | Goiás                    | Brinco de Ouro   | 22 de noviembre | 20:00 | SporTV   |

| Cruzeiro                 | 0 - 0 | Náutico           | Mineirão         | 25 de noviembre | 20:00 | SporTV   |
| Ponte Preta              | 3 - 2 | Coritiba          | Moisés Lucarelli | 26 de noviembre | 19:00 | SporTV   |
| Remo                     | 0 - 0 | Confiança         | Baenão           | 28 de noviembre | 16:00 | Premiere |
| Avaí                     | 2 - 1 | Sampaio Corrêa    | Ressacada        | 28 de noviembre | 16:00 | Premiere |
| Vitória                  | 0 - 1 | Vila Nova         | Barradão         | 28 de noviembre | 16:00 | Premiere |
| Botafogo                 | 2 - 2 | Guarani           | Nilton Santos    | 28 de noviembre | 16:00 | Premiere |
| Londrina                 | 3 - 0 | Vasco da Gama     | Café             | 28 de noviembre | 16:00 | Premiere |
| Operário de Ponta Grossa | 2 - 1 | CRB               | Germano Krüger   | 28 de noviembre | 16:00 | Premiere |
| Goiás                    | 2 - 2 | Brusque           | Serrinha         | 28 de noviembre | 16:00 | Premiere |
| CSA                      | 4 - 0 | Brasil de Pelotas | Rei Pelé         | 28 de noviembre | 16:00 | Premiere |

## Goleadores
| Jugador        | Equipo        | Goles |
| -------------- | ------------- | ----- |
| Edu            | Brusque       | 17    |
| Léo Gamalho    | Coritiba      | 16    |
| Rafael Navarro | Botafogo      | 15    |
| Dellatorre     | CSA           | 12    |
| Germán Cano    | Vasco da Gama | 11    |
| Jean Carlos    | Náutico       | 11    |
| Bruno Sávio    | Guarani       | 11    |